# 1996年金宝波斯迪邦山洪事件
1996年金宝波斯迪邦山洪事件是1996年8月29日下午6时（马来西亚标准时间）发生在马来西亚霹雳州金宝波斯迪邦原住民村落的山洪事件。这起事件发生在该国独立39周年国庆日前两天。此次事件造成44人死亡，另有5人下落不明。

## 事发
1996年8月29日傍晚6时左右，霹雳金宝波斯迪邦原住民村突发山洪，洪水迅速冲入村庄，村民们惊慌逃生，尖叫声四起。虽然许多原住民在事发时成功逃往较高的地方，但仍有48人未能及时逃脱，被洪水卷走并失踪。这是霹雳历史上最严重的洪灾，造成了严重破坏。灾区距离金宝约30公里，道路崎岖，泥浆堆积，外界进入灾区极为困难。该地区原有100户原住民家庭，山洪冲毁了其中30多户，许多人不仅失去了家园，还痛失亲人。大部分死者的遗体在南北大道旁的油棕园找到，有些遗体在9公里桥梁处及其他地方，距原址数英里之远。

## 反应
首相马哈迪·莫哈末表示，政府将调查灾难的原因。工程部长三美威鲁则表示鉴于波斯迪邦原住民定居点发生的灾难，他将对其选区内所有60个原住民定居点进行额外检查。